# 토산 궁씨
토산 궁씨(兎山弓氏)는 황해북도 토산군을 본관으로 하는 한국의 성씨이다.

## 기원
태원(太原) 출신인 궁흠(弓欽)이 은나라가 망하자 기자를 따라 고조선에 와서 토산(兎山)에 세거한 것이 시초라 전한다.

## 역사
『토산궁씨세보(兎山弓氏世譜)』에 의하면 세계가 소실되어 알 수 없어 토산에 세거해 온 궁계신(弓繼信)을 1세조로 하여 관향을 토산으로 삼아 세계를 이어왔다고 한다.

## 인물
- 궁제(弓濟) : 고려 숙종 때의 우문감(右門監)
- 궁원일(弓元日) : 조선 고종 때 관찰사(觀察使)
- 궁달초(弓達楚)·궁억로(弓億魯)·궁현섭(弓顯燮)·  : 구한말의 독립 운동가.
- 궁인성(弓寅聖) : 독립운동가. 호 만취(晩翠). 평안북도 순천군 출신. 의병장 유인석(柳麟錫)의 휘하에서 독립운동에 참가하였고, 3·1운동 후에는 독립단 평남 지단장으로 활약하다가 체포되어 15년간 복역하였다. 출옥 후 중국에 망명하여 독립운동을 하다가 병사하였다.[1]
- 궁선영(1972년 5월 12일 ~ ) : 1993년 미스코리아 진. KAIST 문화기술대학원 대우교수. 성균관대학교 인터랙션사이언스학과 연구교수
- 궁석웅(弓錫雄) : 前 북한 외무부 부상.
- 궁인(1971년 5월 11일 ~ ) : 2017년 한국기독교출판문화상 우수상. <리액션> 저자. 한국 지구촌교회 목사 역임, 호치민 지구촌교회 담임목사, 미국 휴스턴 새누리교회 담임목사

## 본관
토산군(兎山)은 황해북도 동남부에 있는 군이다. 백제와 고구려에 속해있던 때는 오사함달현(烏斯含達縣) 또는 월성현(月城縣)으로 불렸다가, 757년(신라 경덕왕 16) 토산(兎山)으로 고쳤다. 1018년(고려 현종 9)에는 장단현(長湍縣)에 속하였다가, 1062년(문종 16) 개성(開城)의 직할이 되고, 예종 때 감무(監務)를 두었다. 1413년(태종 13) 현감(縣監)을 두어 황해도에 이속하였다. 1895년(고종 32) 지방제도 개정으로 토산군(兎山郡)으로 승격하였으며, 1914년 군면 폐합으로 일부는 신계군(新溪郡)에 들어가고 나머지는 금천군(金川郡)에 편입되었다. 1952년에 금천군의 일부 지역을 독립시켜 토산군을 신설하였다.

## 세거지
- 평안남도 개천군
- 평안남도 순천군

## 인구
- 1985년에는 127가구, 480명
- 2000년에는 183가구, 555명